# PSE
Page Size Extension (PSE) — режим работы встроенного блока управления памятью x86-совместимых процессоров, в котором используются страницы размером в 4 (32-битные таблицы страниц) или 2 мегабайта (PAE/AMD64, 64-битные таблицы), в дополнение к обычным страницам x86 архитектуры в 4 килобайта. Полезно при выделении больших массивов данных, когда не требуется дробление памяти на 4-килобайтные страницы. Также существует расширение PSE-36, использующее 4 из неиспользуемых младших бит элемента каталога страниц в качестве старших бит физического адреса. Позволяет адресовать до 64 гигабайт ОЗУ без включения режима PAE, правда, по физическим адресам свыше 4 G можно создавать только «большие» 4-мегабайтные страницы.